# 南三原站
南三原站（日语：／ Minamihara eki */?）是位於千葉縣南房總市和田町松田148號，東日本旅客鐵道（JR東日本）的內房線車站。

## 歷史
- 1921年（大正10年）6月1日：車站啟用[1]。
- 1987年（昭和62年）4月1日：伴隨國鐵分割民營化，車站由東日本旅客鐵道（JR東日本）營運[1]。
- 2003年（平成15年）1月16日：新車站大樓建成[2]。
- 2009年（平成21年）3月14日：此站可以使用IC卡「Suica」[3]。成為東京近郊區間區域內[3]。

### 車站名稱由來
此站站名可能會誤讀為，正式的讀法為。
該站名取自南房總市的前身，安房郡和田町合併前的「南三原村」。而「南三原」這地名有數種讀法，分別為。

## 車站構造
此站是地面車站，設有2面2線的相對式月台。兩月台之間設有跨線橋連接。
此站是由館山站管理的業務委託車站，委托了JR東日本車站服務負責車站業務。車站內設有簡易Suica閘機。
舊車站大樓在1921年（大正10年）車站啟用時已經存在。但是，隨著建築物老化，加上大樓內的廁所仍然是旱廁，附近的居民多次向和田町要求翻新廁所。因此，當時和田町針對於建設新廁所向JR一方協議。後來，在決定建設新廁所時也翻新車站大樓。新大樓工程在2002年（平成14年）8月開始，在2003年（平成15年）2月17日完成並舉行竣工儀式。
舊車站大樓總樓面164.1平方米，廁所樓面13.1平方米。新大樓總樓面37.265平方米。大樓設有車站設施、廁所和多用途會堂。新廁所為一座多功能式廁所。另外，在車站大樓中央設有和田町的當地的大陽能發電裝置，提供電力給多用途會堂。
在2010年（平成22年）2月10日起，引入了外房線PRC型自動廣播系統（在路線上為內房線，但是由外房線CTC管轄）。

### 月台
| 月台 | 路線    | 上下行 | 方向                 |
| ---- | ------- | ------ | -------------------- |
| 1    | ■內房線 | 上行   | 館山、千葉方向       |
| 2    | ■內房線 | 下行   | 和田浦、安房鴨川方向 |

參考
- 月台可容納10卡車廂。在停止位置目標（日语：停止位置目標）中，只有8卡編成（11卡停止位置目標是月台外邊）。
- 從蘇我站至此站的營業距離中，經內房線（木更津、館山）為102.2公里，經外房線（茂原、經安房鴨川）為106.7公里。在鄰站和田浦站也是同樣，這兩站之間是內房、外房線的環迴路線的中間點。此外，前往蘇我站或更遠（外房線本千葉站及京葉線千葉港站方向）的目的地中，此站經內房線會比較最短距離。

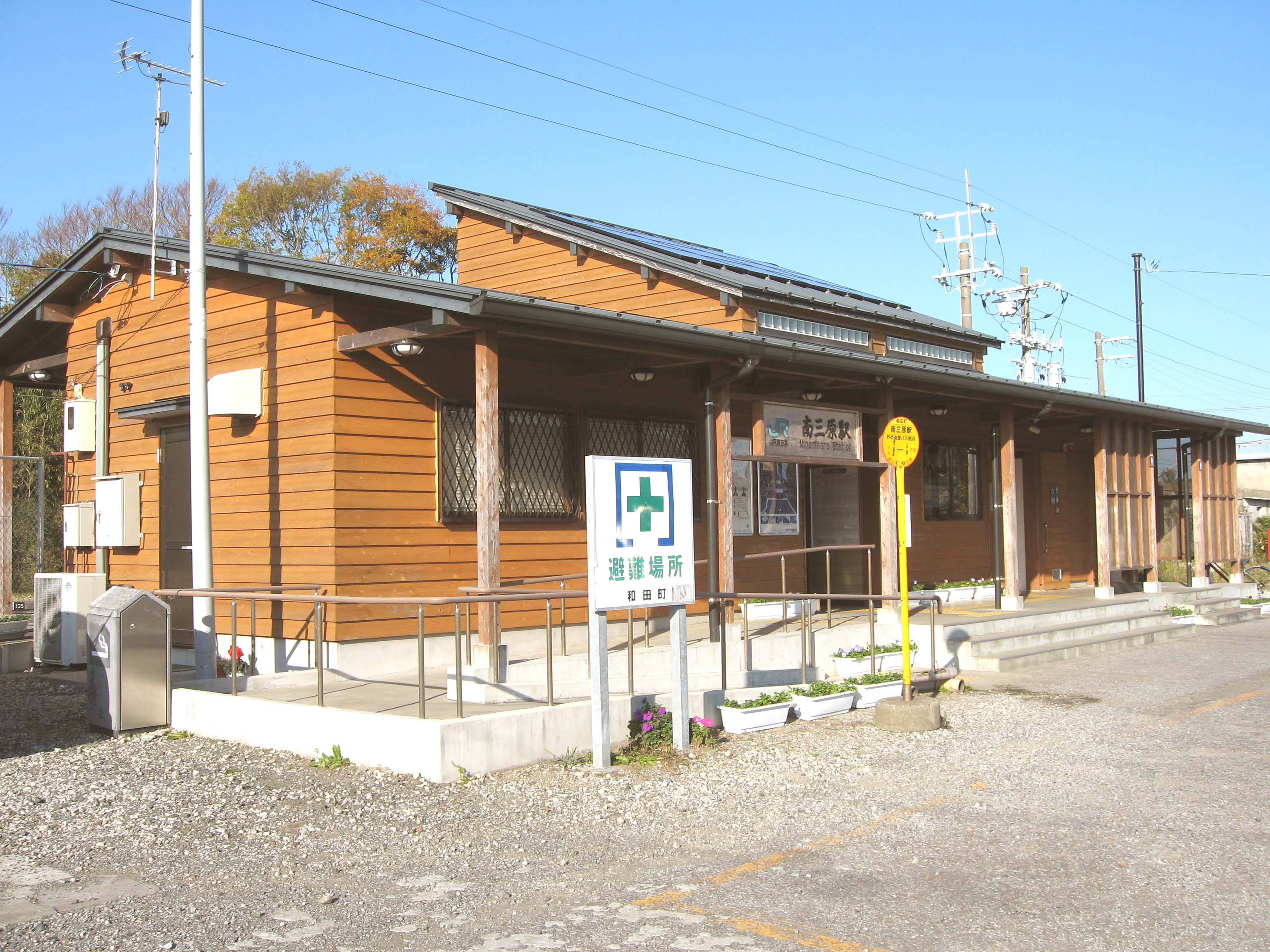
和田町（現時：南房總市）的避難場所指定告示板（2007年12月27日）
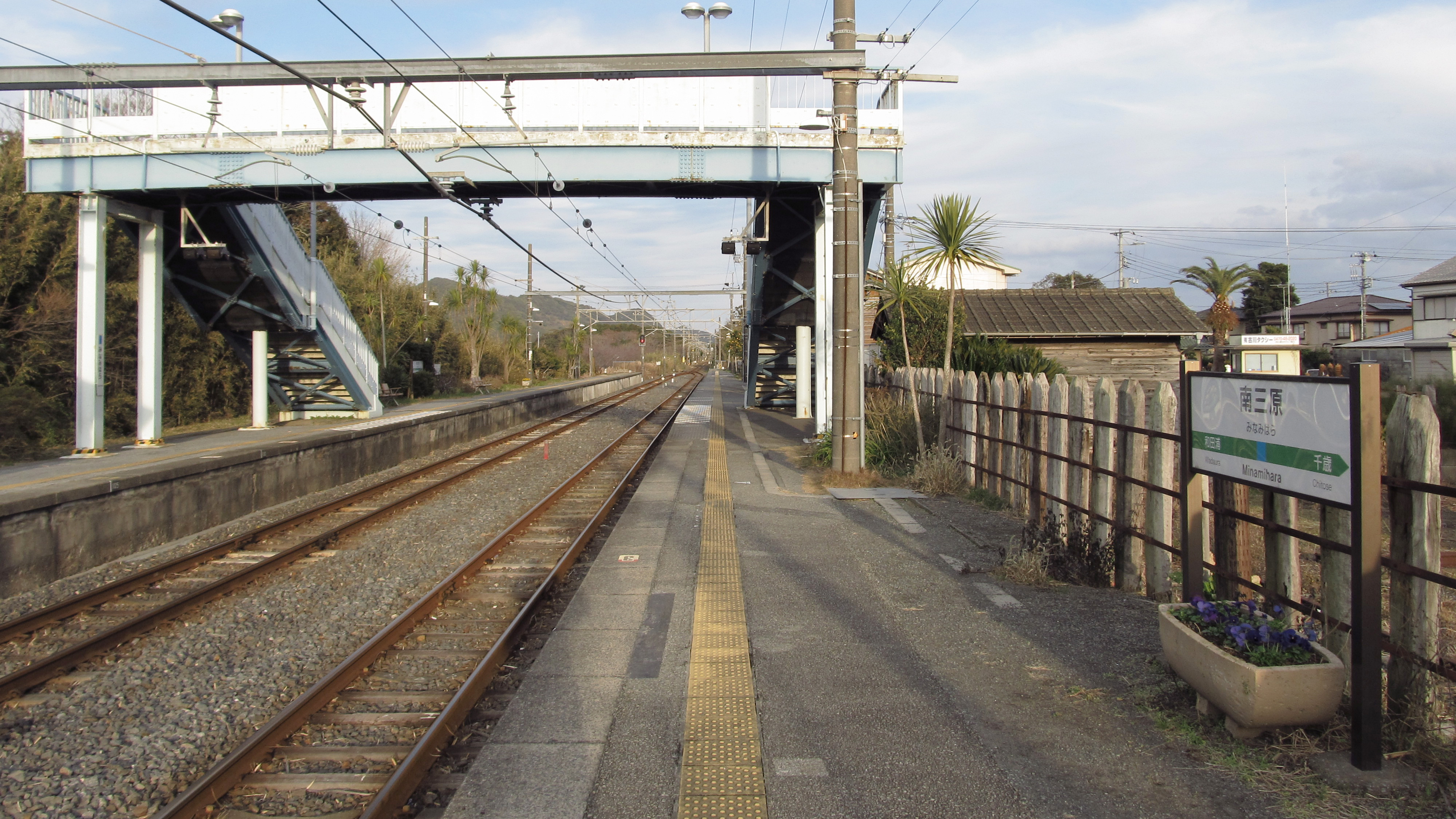
月台（2013年12月30日）
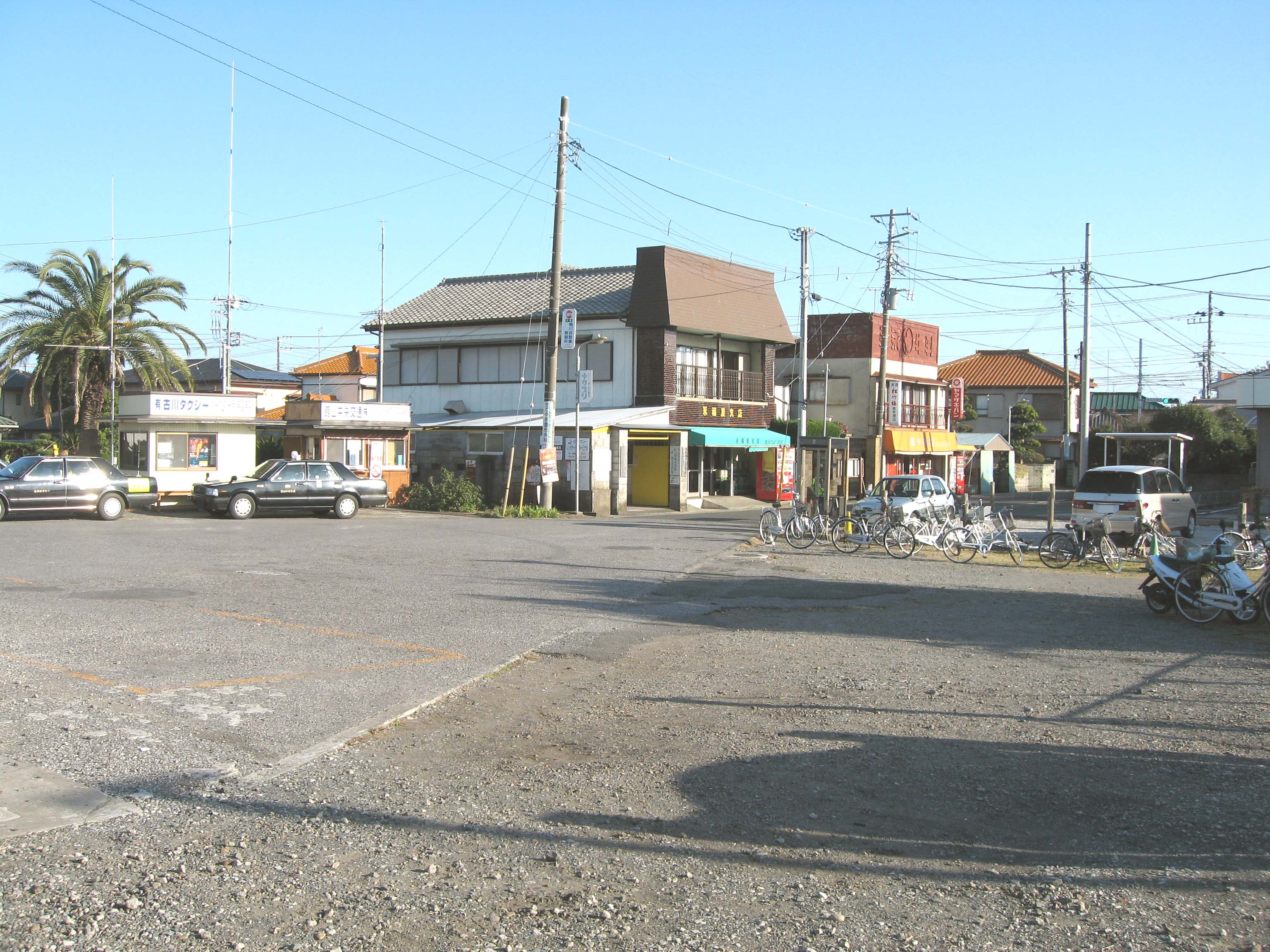
站前（2007年12月27日）

## 使用狀況
在2019年（令和元年）度1日平均乘車人次為453人，以下為乘車人次變化列表：
| 乘車人次變化       | 乘車人次變化     | 乘車人次變化 |
| 年度               | 1日平均 乘車人次 | 參考資料     |
| ------------------ | ---------------- | ------------ |
| 1990年（平成02年） | 1,061            | [ * 1 ]      |
| 1991年（平成03年） | 1,037            | [ * 2 ]      |
| 1992年（平成04年） | 972              | [ * 3 ]      |
| 1993年（平成05年） | 970              | [ * 4 ]      |
| 1994年（平成06年） | 914              | [ * 5 ]      |
| 1995年（平成07年） | 870              | [ * 6 ]      |
| 1996年（平成08年） | 784              | [ * 7 ]      |
| 1997年（平成09年） | 738              | [ * 8 ]      |
| 1998年（平成10年） | 719              | [ * 9 ]      |
| 1999年（平成11年） | 684              | [ * 10 ]     |
| 2000年（平成12年） | 678              | [ * 11 ]     |
| 2001年（平成13年） | 611              | [ * 12 ]     |
| 2002年（平成14年） | 582              | [ * 13 ]     |
| 2003年（平成15年） | 554              | [ * 14 ]     |
| 2004年（平成16年） | 555              | [ * 15 ]     |
| 2005年（平成17年） | 539              | [ * 16 ]     |
| 2006年（平成18年） | 525              | [ * 17 ]     |
| 2007年（平成19年） | 510              | [ * 18 ]     |
| 2008年（平成20年） | 494              | [ * 19 ]     |
| 2009年（平成21年） | 481              | [ * 20 ]     |
| 2010年（平成22年） | 485              | [ * 21 ]     |
| 2011年（平成23年） | 492              | [ * 22 ]     |
| 2012年（平成24年） | 515              | [ * 23 ]     |
| 2013年（平成25年） | 533              | [ * 24 ]     |
| 2014年（平成26年） | 512              | [ * 25 ]     |
| 2015年（平成27年） | 502              | [ * 26 ]     |
| 2016年（平成28年） | 501              | [ * 27 ]     |
| 2017年（平成29年） | 487              | [ * 28 ]     |
| 2018年（平成30年） | 481              | [ * 29 ]     |
| 2019年（令和元年） | 453              |              |

## 車站周邊

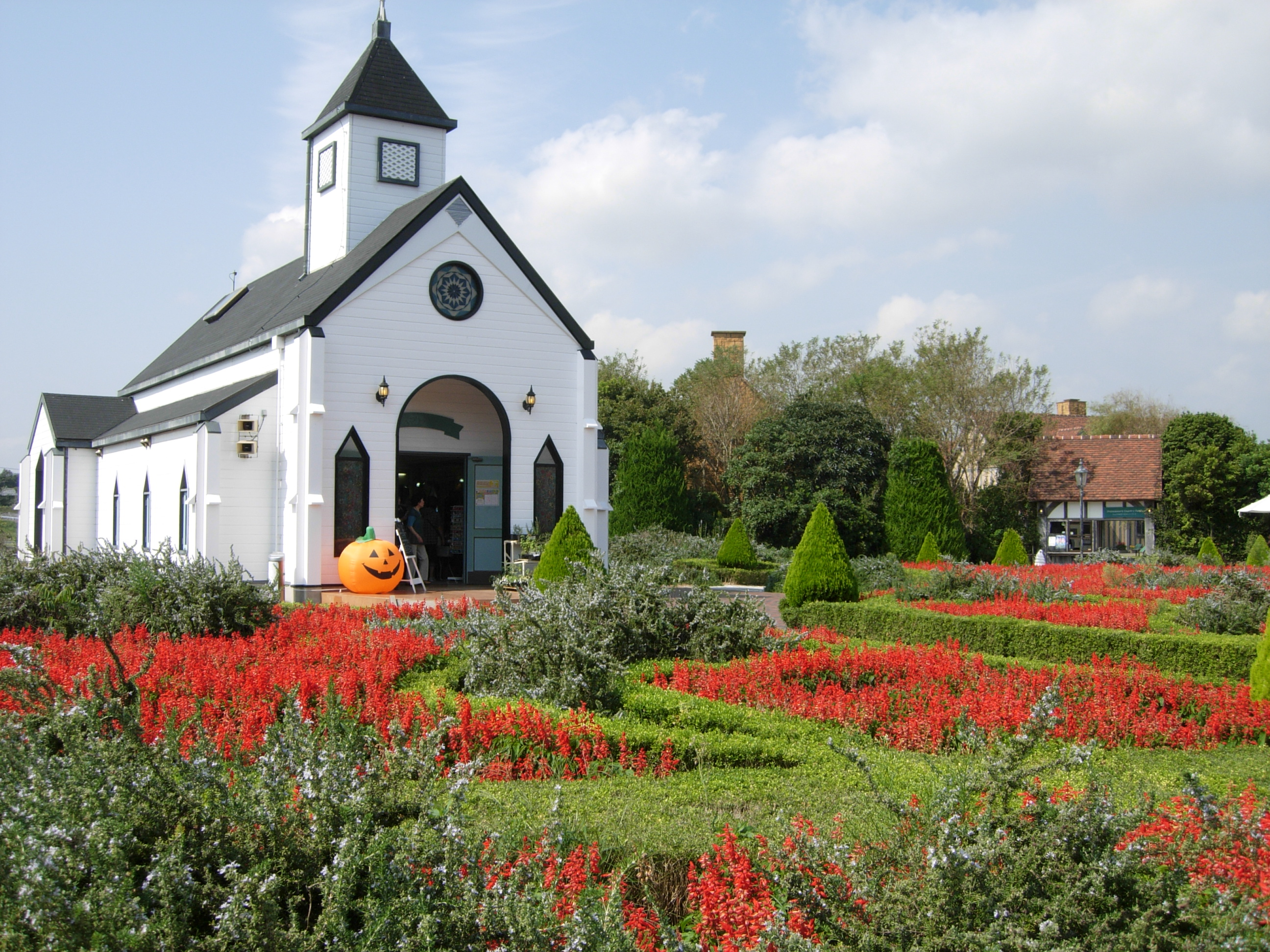
道之驛迷迭香公園

站前設有國道128號，沿國道向千葉縣道297號和田丸山線前進設有中小型商店。在車站入口和對面為田園地帶。
- 國道128號（日语：国道128号）
- 國道410號（日语：国道410号）
- 千葉縣道297號和田丸山線（日语：千葉県道297号和田丸山線）
- 南房總市政廳丸山分所（旧・丸山町（日语：丸山町）公所）
- 千葉縣立安房拓心高等學校（日语：千葉県立安房拓心高等学校）
- 道之驛迷迭香公園（日语：道の駅ローズマリー公園）（步行約25分鐘）
- 小戶（日语：おどや）超級市場和家居中心丸山店
- 丸山郵局
- 南三原郵局

## 巴士路線
| 乘車處     | 系統     | 主要途經                     | 目的地   | 巴士公司       | 備註 |
| ---------- | -------- | ---------------------------- | -------- | -------------- | ---- |
| 南三原站前 | 館山線   | 古川、九重小學前、九重站入口 | 館山站   | 日東交通       |      |
| 南三原站前 | 館山線   | 真浦、仁右衛門島入口、鴨川站 | 龜田醫院 | 日東交通       |      |
| 南三原站   | 北三原線 | 和田福祉中心、北三原         | 上三原   | 南房總市營巴士 |      |

## 相鄰車站
東日本旅客鐵道（JR東日本）
■內房線
千歲－南三原－和田浦

## 注腳

### 使用狀況
1. ↑  千葉縣統計年鑑 （页面存档备份，存于）（日語） - 千葉縣
2. ↑  南房総市統計書「データで見る南房総」 （页面存档备份，存于）（日語） - 南房總市

JR東日本2000年度以後的乘車人次
1. ↑  各駅の乗車人員（2000年度） （页面存档备份，存于）（日語） - JR東日本
2. ↑  各駅の乗車人員（2001年度） （页面存档备份，存于）（日語） - JR東日本
3. ↑  各駅の乗車人員（2002年度） （页面存档备份，存于）（日語） - JR東日本
4. ↑  各駅の乗車人員（2003年度） （页面存档备份，存于）（日語） - JR東日本
5. ↑  各駅の乗車人員（2004年度） （页面存档备份，存于）（日語） - JR東日本
6. ↑  各駅の乗車人員（2005年度） （页面存档备份，存于）（日語） - JR東日本
7. ↑  各駅の乗車人員（2006年度） （页面存档备份，存于）（日語） - JR東日本
8. ↑  各駅の乗車人員（2007年度） （页面存档备份，存于）（日語） - JR東日本
9. ↑  各駅の乗車人員（2008年度） （页面存档备份，存于）（日語） - JR東日本
10. ↑  各駅の乗車人員（2009年度） （页面存档备份，存于）（日語） - JR東日本
11. ↑  各駅の乗車人員（2010年度） （页面存档备份，存于）（日語） - JR東日本
12. ↑  各駅の乗車人員（2011年度） （页面存档备份，存于）（日語） - JR東日本
13. ↑  各駅の乗車人員（2012年度） （页面存档备份，存于）（日語） - JR東日本
14. ↑  各駅の乗車人員（2013年度） （页面存档备份，存于）（日語） - JR東日本
15. ↑  各駅の乗車人員（2014年度） （页面存档备份，存于）（日語） - JR東日本
16. ↑  各駅の乗車人員（2015年度） （页面存档备份，存于）（日語） - JR東日本
17. ↑  各駅の乗車人員（2016年度） （页面存档备份，存于）（日語） - JR東日本
18. ↑  各駅の乗車人員（2017年度） （页面存档备份，存于）（日語） - JR東日本
19. ↑  各駅の乗車人員（2018年度） （页面存档备份，存于）（日語） - JR東日本
20. ↑  各駅の乗車人員（2019年度） （页面存档备份，存于）（日語） - JR東日本

千葉縣統計年鑑
1. ↑  千葉縣統計年鑑（平成3年） （页面存档备份，存于）（日語）
2. ↑  千葉縣統計年鑑（平成4年） （页面存档备份，存于）（日語）
3. ↑  千葉縣統計年鑑（平成5年） （页面存档备份，存于）（日語）
4. ↑  千葉縣統計年鑑（平成6年） （页面存档备份，存于）（日語）
5. ↑  千葉縣統計年鑑（平成7年） （页面存档备份，存于）（日語）
6. ↑  千葉縣統計年鑑（平成8年） （页面存档备份，存于）（日語）
7. ↑  千葉縣統計年鑑（平成9年） （页面存档备份，存于）（日語）
8. ↑  千葉縣統計年鑑（平成10年） （页面存档备份，存于）（日語）
9. ↑  千葉縣統計年鑑（平成11年） （页面存档备份，存于）（日語）
10. ↑  千葉縣統計年鑑（平成12年） （页面存档备份，存于）（日語）
11. ↑  千葉縣統計年鑑（平成13年） （页面存档备份，存于）（日語）
12. ↑  千葉縣統計年鑑（平成14年） （页面存档备份，存于）（日語）
13. ↑  千葉縣統計年鑑（平成15年） （页面存档备份，存于）（日語）
14. ↑  千葉縣統計年鑑（平成16年） （页面存档备份，存于）（日語）
15. ↑  千葉縣統計年鑑（平成17年） （页面存档备份，存于）（日語）
16. ↑  千葉縣統計年鑑（平成18年） （页面存档备份，存于）（日語）
17. ↑  千葉縣統計年鑑（平成19年） （页面存档备份，存于）（日語）
18. ↑  千葉縣統計年鑑（平成20年） （页面存档备份，存于）（日語）
19. ↑  千葉縣統計年鑑（平成21年） （页面存档备份，存于）（日語）
20. ↑  千葉縣統計年鑑（平成22年） （页面存档备份，存于）（日語）
21. ↑  千葉縣統計年鑑（平成23年） （页面存档备份，存于）（日語）
22. ↑  千葉縣統計年鑑（平成24年） （页面存档备份，存于）（日語）
23. ↑  千葉縣統計年鑑（平成25年） （页面存档备份，存于）（日語）
24. ↑  千葉縣統計年鑑（平成26年） （页面存档备份，存于）（日語）
25. ↑  千葉縣統計年鑑（平成27年） （页面存档备份，存于）（日語）
26. ↑  千葉縣統計年鑑（平成28年） （页面存档备份，存于）（日語）
27. ↑  千葉縣統計年鑑（平成29年） （页面存档备份，存于）（日語）
28. ↑  千葉縣統計年鑑（平成30年） （页面存档备份，存于）（日語）
29. ↑  千葉縣統計年鑑（令和元年） （页面存档备份，存于）（日語）

## 外部連結
- 車站資訊（南三原）：東日本旅客鐵道（日語）